# Mohamed Messoudi
Mohamed Messoudi (Anversa, 7 gennaio 1984) è un allenatore di calcio ed ex calciatore belga, di ruolo centrocampista, tecnico in seconda dello Zulte Waregem.

## Palmarès

### Club

#### Competizioni nazionali
- Coppa del Belgio: 1

Germinal Beerschot: 2004-2005